# Campionat de Catalunya de bàsquet masculí 1946-1947
El Campionat de Catalunya de bàsquet 1946-1947 fou la vint-i-dosena edició de la competició. Se celebrà des del 22 de setembre fins al 30 de desembre de 1946 i fou organitzada per la Federació Catalana de Basquetbol. En la Primera divisió A, hi participaren vuit equips, destacant els participants habituals de la competició com el FC Barcelona, vigent campió, el Club Joventut Badalona, la UE Montgat, entre d'altres.
La competició es disputà en format de fase regular a doble volta, un partit com a local i l'altre com a visitant, amb un total de catorze jornades. La classificació final s'establí d'acord amb els punts totals obtinguts per cada participant en finalitzar el campionat. Els equips obtingueren dos punts per cada victòria i un punt per cada derrota. Els tres primers classificats de la competició guanyaren el dret de competir al Campionat d'Espanya de 1947, mentre que el darrer classificat descendí a Primera divisió B.
Es proclamà campió el FC Barcelona per cinquena vegada, essent el tercer títol consecutiu des de la temporada 1944-45.

## Clubs participants
- Círcol Catòlic Badalona
- Club Joventut Badalona
- CF Barcelona
- JACE Calella
- RCD Espanyol
- Centre Catòlic Hospitalet
- Club Esportiu Laietà
- Unió Esportiva Montgat

## Taula de resultats
| Casa \ Fora       | CCB   | CJB   | CFB   | CAL   | ESP   | CCH   | LAI   | UEM   |
| ----------------- | ----- | ----- | ----- | ----- | ----- | ----- | ----- | ----- |
| CC Badalona       | —     | 28–42 | 30–63 | 45–34 | 37–29 | 37–34 | 41–19 | 30–58 |
| Joventut Badalona | 23–40 | —     | 33–59 | 26–23 | 41–31 | 34–30 | 34–38 | 20–17 |
| CF Barcelona      | 49–28 | 67–20 | —     | 32–9  | 63–21 | 42–27 | 34–28 | 31–27 |
| JACE Calella      | 38–24 | 33–30 | 30–35 | —     | 51–21 | 39–29 | 44–21 | 33–46 |
| RCD Espanyol      | 35–32 | 20–26 | 15–53 | 24–25 | —     | 25–37 | 21–28 | 20–36 |
| CC Hospitalet     | 35–20 | 26–28 | 26–44 | 40–37 | 48–23 | —     | 23–25 | 23–31 |
| CE Laietà         | 42–27 | 41–15 | 20–35 | 26–32 | 22–21 | 22–27 | —     | 19–38 |
| UE Montgat        | 53–25 | 51–20 | 40–44 | 50–30 | 41–27 | 54–22 | 42–32 | —     |

## Classificació general
El FC Barcelona dominà amb molta superioritat el campionat, guanyant els catorze partits de la competició. Es proclamà virtualment campió a la novena jornada, després de la seva victòria per 44 a 40 contra la UE Montgat. Per la seva banda, el club montgatí aconseguí el subcampionat amb onze victòries i tres derrotes i, juntament amb el club blaugrana, es classificà per a disputar el Campionat estatal. En la tercera posició, acabaren empatats a punts el JACE Calella i el Joventut de Badalona i es disputà un partit de desempat. Se celebrà l'1 de gener de 1947 a la pista del CE Mataró i aconseguí la victòria el club badaloní.
| Pos | Equip             | PJ | G  | P  | PF  | PC  | DP   | Pts | Classificació o descens              |
| --- | ----------------- | -- | -- | -- | --- | --- | ---- | --- | ------------------------------------ |
| 1   | CF Barcelona      | 14 | 14 | 0  | 651 | 354 | +297 | 28  | Classificats pel Campionat d'Espanya |
| 2   | UE Montgat        | 14 | 11 | 3  | 584 | 376 | +208 | 25  | Classificats pel Campionat d'Espanya |
| 3   | Joventut Badalona | 14 | 7  | 7  | 392 | 504 | −112 | 21  | Classificats pel Campionat d'Espanya |
| 4   | JACE Calella      | 14 | 7  | 7  | 458 | 449 | +9   | 21  |                                      |
| 5   | CE Laietà         | 14 | 6  | 8  | 383 | 434 | −51  | 20  |                                      |
| 6   | CC Hospitalet     | 14 | 5  | 9  | 437 | 471 | −34  | 19  |                                      |
| 7   | CC Badalona       | 14 | 5  | 9  | 444 | 554 | −110 | 19  |                                      |
| 8   | RCD Espanyol      | 14 | 1  | 13 | 333 | 540 | −207 | 15  | Descendeix a Primera divisió B       |

| Campió de Catalunya de bàsquet 1946-47 |
| -------------------------------------- |
| FC Barcelona Cinquè títol              |

## Primera divisió B
En la Primera divisió B, hi participaren deu equips i es disputà en format de fase regular a doble volta, un partit com a local i l'altre com a visitant, amb un total de divuit jornades. La classificació final s'establí d'acord amb els punts totals obtinguts per cada participant en finalitzar el campionat. Els equips obtingueren dos punts per cada victòria i un punt per cada derrota. El campió de la competició guanyà el dret d'ascendir a la Primera divisió A

### Clubs participants
- Bàsquet Institució Montserrat
- Club Bàsquet Cornellà
- Gimnàstic de Tarragona
- Club Bàsquet l'Hospitalet
- Club Esportiu Manresa
- Club Esportiu Mediterrani
- Club Bàsquet Mollet
- Club Bàsquet Ripollet
- Club Bàsquet Sant Josep
- Unió Gimnàstica i Esportiva de Badalona

### Classificació general
A la Primera Divisió B, es proclamà campió el Bàsquet Institució Montserrat i ascendí a la Primera divisió A, mentre que el Gimnàstic de Tarragona aconseguí el subcampionat.
| Pos | Equip                  | PJ | G  | P  | PF | PC | DP | Pts | Classificació o descens       |
| --- | ---------------------- | -- | -- | -- | -- | -- | -- | --- | ----------------------------- |
| 1   | BIM                    | 18 | 13 | 5  | 0  | 0  | 0  | 31  | Ascendeix a Primera divisió A |
| 2   | Gimnàstic de Tarragona | 18 | 11 | 7  | 0  | 0  | 0  | 29  |                               |
| 3   | CB Mollet              | 18 | 10 | 8  | 0  | 0  | 0  | 28  |                               |
| 4   | CB Cornellà            | 18 | 9  | 9  | 0  | 0  | 0  | 27  |                               |
| 5   | CE Manresa             | 18 | 9  | 9  | 0  | 0  | 0  | 27  |                               |
| 6   | CB Ripollet            | 18 | 9  | 9  | 0  | 0  | 0  | 27  |                               |
| 7   | CB Sant Josep          | 18 | 8  | 10 | 0  | 0  | 0  | 26  |                               |
| 8   | CE Mediterrani         | 18 | 7  | 11 | 0  | 0  | 0  | 25  |                               |
| 9   | CB l'Hospitalet        | 18 | 6  | 12 | 0  | 0  | 0  | 24  |                               |
| 10  | UGE Badalona           | 18 | 5  | 13 | 0  | 0  | 0  | 23  |                               |